# Kakeru Funaki
Kakeru Funaki (翔 舩木?, Funaki Kakeru; Nara, 13 aprile 1998) è un calciatore giapponese, difensore del Cerezo Osaka.

## Caratteristiche tecniche
È un terzino sinistro.

## Carriera

### Club
Cresciuto nel settore giovanile del Cerezo Osaka, ha esordito in prima squadra il 13 marzo 2017 in occasione del match di Coppa J. League vinto 2-0 contro lo Yokohama F·Marinos.

### Nazionale
Con la nazionale Under-20 giapponese ha preso parte al Mondiale di categoria del 2017.

## Statistiche

### Cronologia presenze in nazionale
| Cronologia completa delle presenze e delle reti in nazionale ― Giappone under 23 | Cronologia completa delle presenze e delle reti in nazionale ― Giappone under 23 | Cronologia completa delle presenze e delle reti in nazionale ― Giappone under 23 | Cronologia completa delle presenze e delle reti in nazionale ― Giappone under 23 | Cronologia completa delle presenze e delle reti in nazionale ― Giappone under 23 | Cronologia completa delle presenze e delle reti in nazionale ― Giappone under 23 | Cronologia completa delle presenze e delle reti in nazionale ― Giappone under 23 | Cronologia completa delle presenze e delle reti in nazionale ― Giappone under 23 |
| Data                                                                             | Città                                                                            | In casa                                                                          | Risultato                                                                        | Ospiti                                                                           | Competizione                                                                     | Reti                                                                             | Note                                                                             |
| -------------------------------------------------------------------------------- | -------------------------------------------------------------------------------- | -------------------------------------------------------------------------------- | -------------------------------------------------------------------------------- | -------------------------------------------------------------------------------- | -------------------------------------------------------------------------------- | -------------------------------------------------------------------------------- | -------------------------------------------------------------------------------- |
| 1-6-2019                                                                         | Aubagne                                                                          | Inghilterra under 23                                                             | 1 – 2                                                                            | Giappone under 23                                                                | Torneo di Tolone 2019 - 1º turno                                                 | -                                                                                |                                                                                  |
| 7-6-2019                                                                         | Fos-sur-Mer                                                                      | Portogallo under 23                                                              | 1 – 0                                                                            | Giappone under 23                                                                | Torneo di Tolone 2019 - 1º turno                                                 | -                                                                                |                                                                                  |
| 15-6-2019                                                                        | Salon-de-Provence                                                                | Brasile under 23                                                                 | 1 – 1 dts (5 – 4 dtr)                                                            | Giappone under 23                                                                | Torneo di Tolone 2019 - Finale                                                   | -                                                                                | 46’                                                                              |
| Totale                                                                           |                                                                                  | Presenze                                                                         | 3                                                                                |                                                                                  | Reti                                                                             | 0                                                                                |                                                                                  |

## Palmarès

### Club
- Coppa J. League: 1

Cerezo Osaka: 2017
- Coppa dell'Imperatore: 1

Cerezo Osaka: 2017
- Supercoppa del Giappone: 1

Cerezo Osaka: 2018

### Nazionale
- Coppa d'Asia Under-19: 1

2016